# Hans Stern
Hans Stern (Essen, 1 de octubre de 1922 - Río de Janeiro,  26 de octubre de 2007) fue un joyero y empresario brasileño de origen judío-alemán. Fue apodado el "rey de las gemas de colores" por The New York Times y aclamado por los medios internacionales. Fundador de la marca de joyería de lujo de renombre mundial H.Stern.

## Primeros años
Stern nació en Essen, Alemania, el 1 de octubre de 1922, en el seno de una familia judía. Emigró de Alemania a Brasil al estallar la Segunda Guerra Mundial, un par de años antes del holocausto, a la edad de 17 años.

## Carrera
Stern comenzó su carrera en la industria de las piedras preciosas cuando comenzó a trabajar en Cristab, una empresa del rubro con sede en Río de Janeiro que exporta piedras preciosas y minerales de Brasil. Stern viajó al estado de Minas Gerais como parte de su trabajo, donde llegó a conocer a los mineros locales. También se familiarizó con muchas de las piedras preciosas que se extraían en la zona, incluidos topacios, turmalinas y amatistas. Quedó fascinado por las gemas vibrantes de Brasil y decidió promoverlas internacionalmente, apuntando a los viajeros extranjeros. Al hacerlo, dio a luz a una nueva industria.
Stern fundó su empresa, H. Stern, en 1945, con el fin de comercializar gemas brasileñas. En ese momento, no existía un mercado real para las gemas brasileñas. Su empresa eventualmente se convertiría en un imperio multinacional de joyería. Stern y su compañía capacitaron a un gran número de jóvenes joyeros brasileños a medida que H. Stern ganaba clientes y credibilidad en el mercado. Su trabajo impulsó la industria joyera brasileña a los estándares internacionales. Stern también fue el primero en crear un certificado de garantía mundial y en ofrecer recorridos por sus talleres para presentar el proceso creativo y de producción con integridad y transparencia. Uno de sus principales objetivos en la vida se logró cuando importantes institutos internacionales de gemología revisaron la antigua definición de "semipreciosos" de piedras de colores y comenzaron a referirse a ellas como "piedras preciosas de colores". Stern acuñó la frase, "No hay piedra semipreciosa como no hay mujer semi-embarazada ni hombre semi-honesto".
La empresa de Stern, H.Stern, se convirtió en una cadena minorista con más de 160 tiendas en todo el mundo. Las primeras boutiques internacionales aparecieron en Frankfurt, Lisboa y Nueva York en la década de 1970. Durante muchas décadas, la compañía centró sus creaciones en las amadas gemas de colores de Hans, aunque Stern también ganó varios premios Diamonds International Awards y otros premios por diseños de diamantes de vanguardia.
Siempre un visionario, Stern llevó el negocio a otra fase de expansión internacional al participar en la Feria de Joyería y Relojería en Basilea, Suiza en 2003 por primera vez. A partir de la feria de joyería y relojería, pudo establecer una creciente red de contactos y asociaciones en toda Europa, Estados Unidos y Medio Oriente, agregando otros 150 puntos de venta a la red, a través de asociaciones minoristas con grandes almacenes y minoristas especializados.

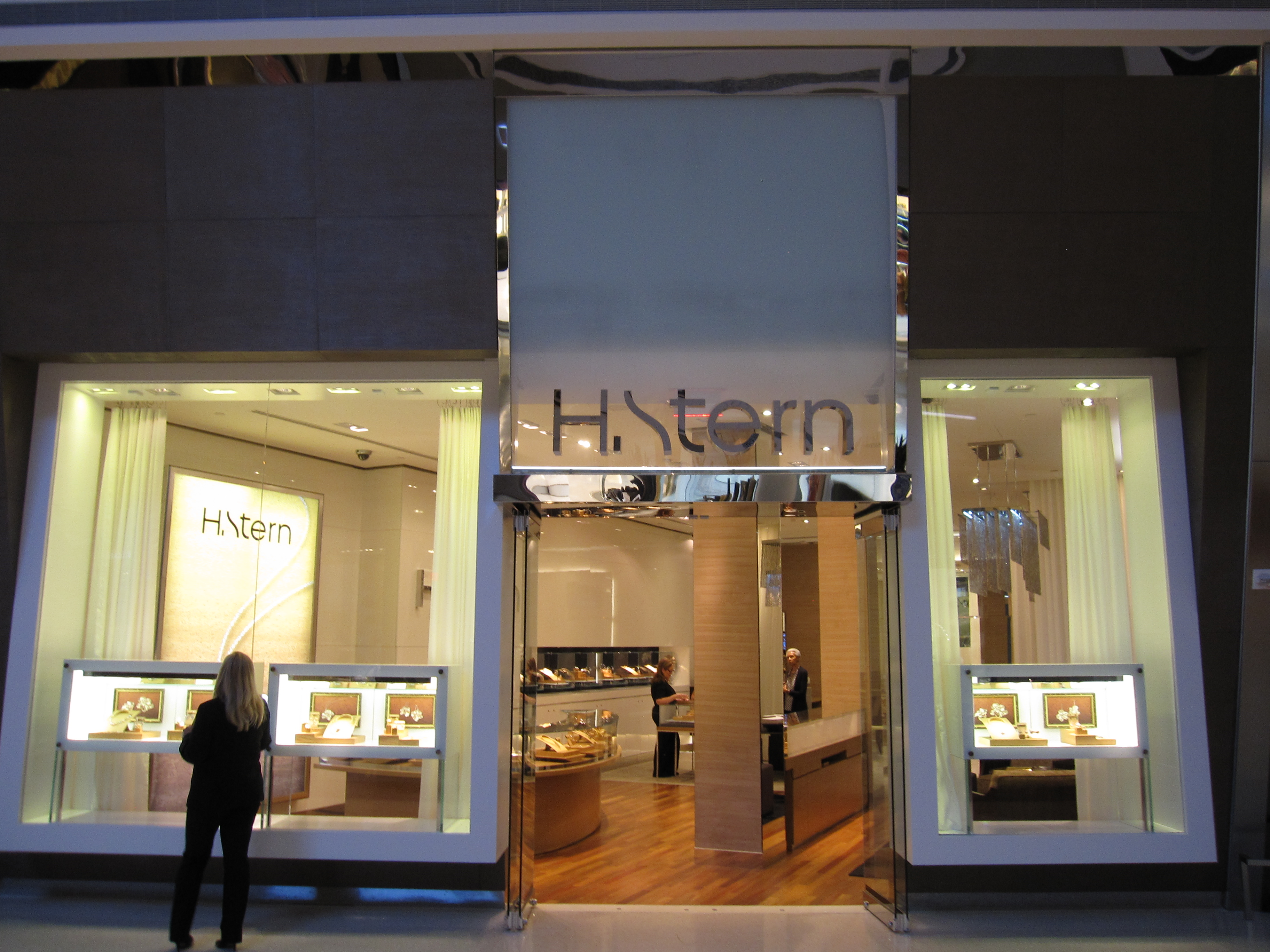
Boutique H. Stern en The Crystals, Las Vegas.

A finales de 2007, había 160 tiendas que son de propiedad familiar y están operadas en 13 países. Las joyas y piedras preciosas de Hans han aparecido en varias revistas de moda internacionales, como Vogue, Marie Claire y Elle. Sus gemas suelen ser usadas por celebridades. La línea de joyería H.Stern ahora también se vende en tiendas de lujo en ciudades tan lejanas de Brasil como Frankfurt, Nueva York, París, Moscú, Ciudad de México y Tel Aviv.
La piedra preciosa favorita de Stern era la turmalina, una piedra que se encuentra comúnmente en Minas Gerais.

## Fallecimiento
Hans Stern murió el 26 de octubre de 2007 en Río de Janeiro a los 85 años. Stern había estado hospitalizado durante días antes de su muerte. Le sobrevivió su esposa, Ruth, con quien se casó en 1958. Juntos, la pareja tuvo cuatro hijos: Roberto, Ricardo, Ronaldo y Rafael.